# Nikolai Alexejewitsch Juschmanow
Nikolai Alexejewitsch Juschmanow (russisch Николай Алексеевич Юшманов, engl. Transkription Nikolay Yushmanov; * 18. Dezember 1961) ist ein ehemaliger sowjetischer Sprinter.
Beim Leichtathletik-Weltcup 1985 wurde er Sechster über 100 Meter und mit der sowjetischen Mannschaft Dritter in der 4-mal-100-Meter-Staffel.
1986 siegte er bei den Europameisterschaften in Stuttgart zusammen mit Alexander Jewgenjew, Wladimir Murawjow und Wiktor Bryshin in der 4-mal-100-Meter-Staffel. Über 100 Meter erreichte er das Halbfinale.

## Persönliche Bestzeiten
- 100 m: 10,15 s, 31. Mai 1988, Sotschi
- 200 m: 20,77 s, 7. Juli 1986, Moskau